# Tobias Holmqvist
Tobias Holmqvist, född 23 januari 1988 i Lund, är en svensk fotbollsspelare.
Holmqvist kom som 14-åring till Helsingborgs IF från moderklubben Uppåkra IF. Efter att ha varit mycket framgångsrik i ungdomslagen fick han den 14 maj 2006, göra allsvensk debut som 18-åring i bortamatchen mot Elfsborgs IF. Mer spel i allsvenskan blev det inte under den säsongen och 2007 valde Holmqvist att bli utlånad till Gais för att kunna få mer speltid. Där gjorde han 7 matcher från start och 3 inhopp. Han lyckades göra sitt första mål i allsvenskan i bortamatchen mot Halmstad BK. Säsongen förstördes delvis av skador men Holmqvist gjorde så pass starkt intryck att när säsongen var slut så ville Gais behålla honom och han erbjöds ett 5-årskontrakt. Han valde dock att återvända till Helsingborgs IF igen för att försöka ta en plats där. 
Konkurrensen var mycket hårdare i Helsingborgs IF där bland annat Henrik Larsson spelade. Under sommaren blev han därför utlånad till Falkenbergs FF för att få speltid. Redan på hösten var han dock tillbaka i HIF igen och lyckades då göra två mål på två korta inhopp i allsvenskan. Först på bortaplan mot hans tidigare klubb Gais och sedan i bortamötet med AIK på Råsunda.
Säsongen 2009 började mycket lovande då Holmqvist på försäsongen lyckades göra två mål mot Elfsborgs IF och sedan följa upp det med att göra två mål igen i genrepet mot Djurgårdens IF. Det blev inhopp i en del matcher under våren men han fick aldrig vara med i startelvan och ingen riktig chans att visa upp sig. Under hösten 2009 blev Holmqvist därför ännu en gång utlånad till Gais. Den sejouren blev kortvarig, då han efter att bara hunnit med två inhopp, skadade sig och var borta resten av säsongen. 
2010 skrev Tobias Holmqvist på för Hammarby IF. Kontraktet löpte på tre år. I Superettan var förväntningarna höga och både Holmqvist och laget underpresterade.
2011 valde Holmqvist att, trots två år kvar på kontraktet, flytta hem till Skåne igen och spela för Lunds BK.